# Antonín Schweigl
Antonín Schweigl, německy Anton Schweigel (1695 Silz – 24. dubna 1761 Brno) byl na Moravě působící barokní sochař a řezbář původem z Tyrolska. Byl zakladatelem prosperující sochařské dílny v Brně v 2. třetině 18. století a otcem osvíceného a činorodého umělce sochaře Ondřeje Schweigla.  

## Život

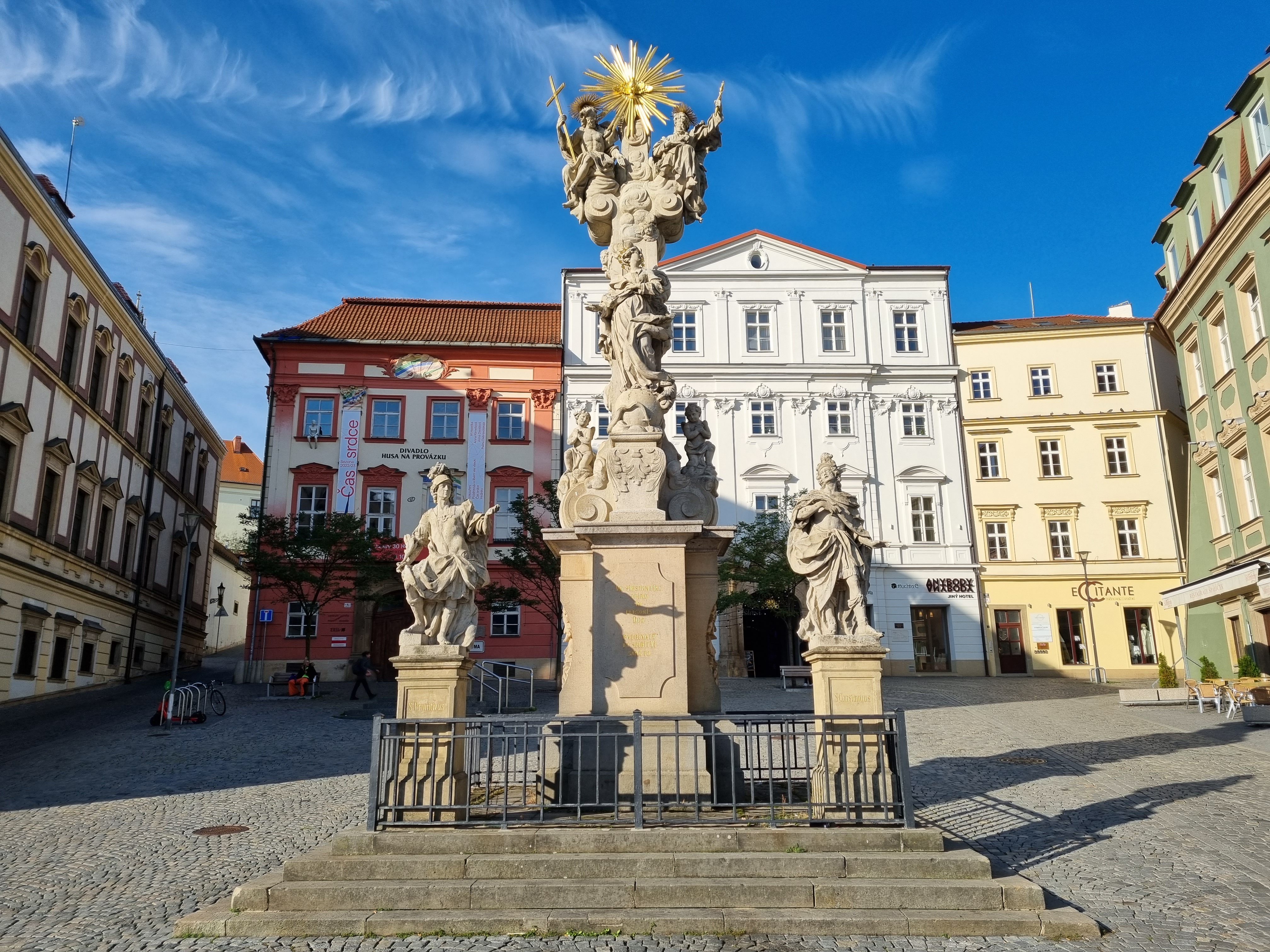
Sloup Nejsvětější Trojice v na Zelném trhu v Brně (1729)

Antonín Schweigl se narodil v roce 1695 v tyrolském Silzu. Sochařství se vyučil u mistra v nedalekém městě Imst. Poté podnikl obvyklou tovaryšskou cestu po Itálii. Po návratu, se v roce 1728 jeho jméno objevuje ve spisech malířského bratrstva sv. Lukáše v Brně, kde žádal o měšťanské právo. V dokumentu je uvedena informace, že již pracoval před třemi lety v dílně sochaře Antonína Rigy. Spolek, který sdružoval místní umělce, žádosti mladého tovaryše ale nevyhověl, a to kvůli dosaženému počtu domácích sochařů. Své nadání Schweigl naplno předvedl svou kamennou statuí Nejsvětější Trojice, která byla vztyčena v roce 1729 na Horním trhu (dnešní Zelný trh).
Měšťanské právo si opatřil až roku 1732 za 60 zlatých od vdovy po sochaři Pankráci Hermannovi. Od roku 1735 je už veden jako řádný člen malířského bratrstva a mohl si koupit ve městě dům. V této době je již ve sňatku s Annou Marií Barborou rozenou Stättnerovou. Ze vztahu postupně vzešlo sedm synů a pět dcer. Z nichž nevýznamnějšími byli pokračovatel tradice syn Ondřej (pokřtěn 30. listopadu 1735) a syn Tomáš, také sochař (pokřtěn 21. prosince 1743).
Na konci 30. let 18. století se Schweiglova dílna podílela na řezbářské výzdobě knihovních sálů brněnského minoritského kláštera. Jeho nejrozsáhlejší známá zakázka, bylo po roce 1745 vybavení Santiniho chrámu ve Křtinách, který spravovali zábrdovičtí premonstráti. Zde se na bočních oltářích uplatnil akademickým přístupem také jeho talentovaný syn Ondřej. Ten zde také práci svého otce v 70. letech 18. století dokončil. Antonín Schweigl pro premonstráty pracoval poté i v jejich konventním chrámu v Zábrdovicích. Zemřel v Brně roku 1761 ve věku 66 let. Ve své závěti odkázal synovi Ondřejovi svoji zavedenou dílnu a žádal ho, aby zaopatřil matku i bratra Tomáše.

## Dílo

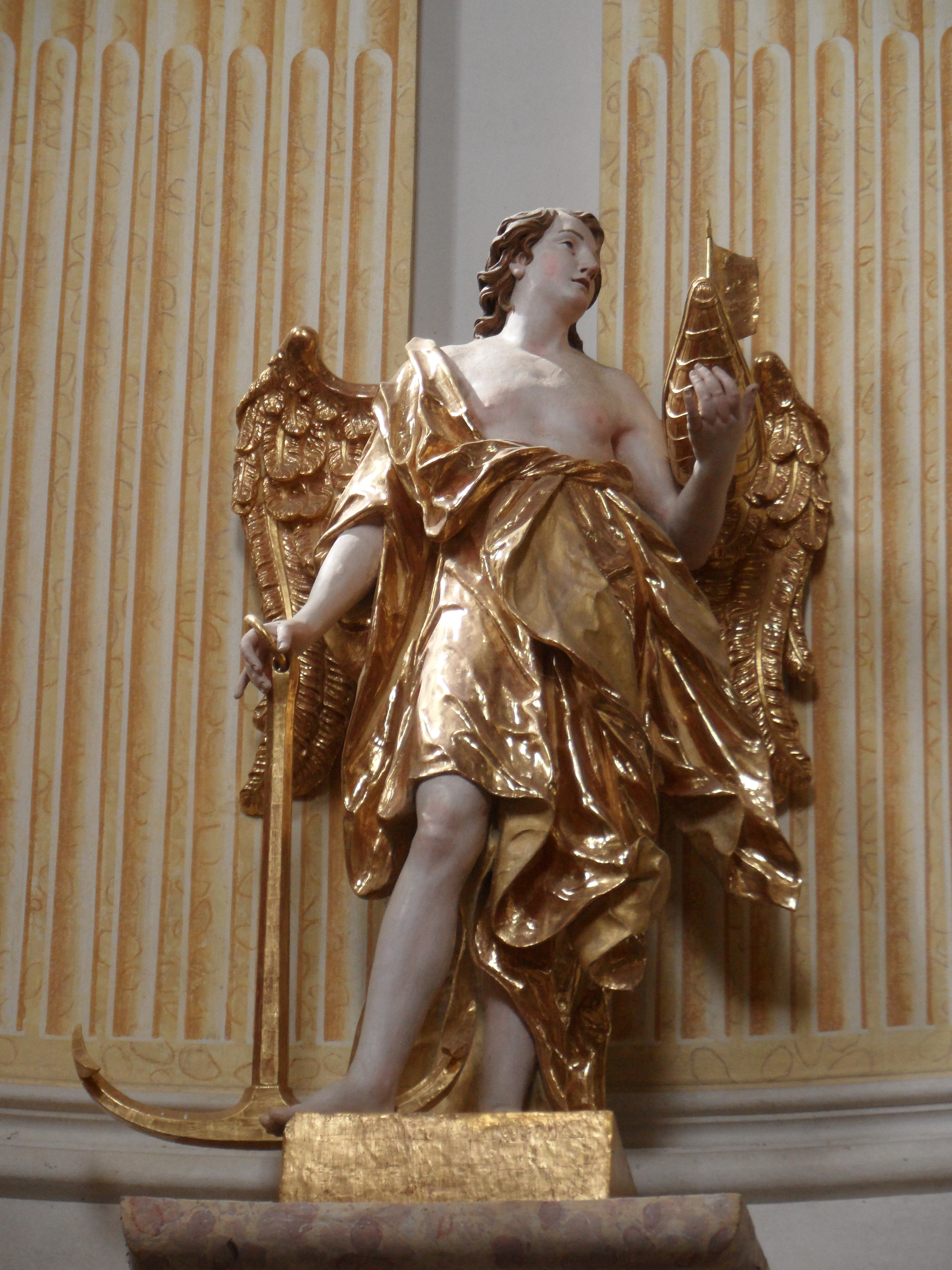
Anděl s lodí a kotvou v poutním kostele ve Křtinách (polovina 18. století)

Schweigl ve svém nepříliš početném sochařském díle preferoval dřevo, ale nevyhýbal se i práci v kameni. Dynamicky rozpohybované postavy světců a andělů jsou charakterizovány bohatě zřasenými a hluboce probíranými draperiemi s vážnými výrazy v obličejích.
Nejstarší známé dílo Antonína Schweigla se v první polovině 20. let 18. století ještě překrývá s prací jeho mistra Antonína Rigy. Počátky jeho působení můžeme nalézt na tehdejším panství Jana Kryštofa z Freienfelsu v Brně-Líšni. Na schodišti zahradního křídla zdejšího zámku stojí drobné sochy puttů s atributy čtyř ročních období a živlů. Busty imperátorů na atice jsou zřejmě dílem Rigy. Schweiglův podíl je patrný i na sousoší Nejsvětější Trojice, které bylo Rigovou dílnou postaveno na východní straně farního kostela sv. Jiljí. Patrné jsou zde shodné kompoziční prvky a gesta figur, které jsou známy v pozdějších realizacích.
Do širšího povědomí Brňanů se dostal svojí první samostatnou a datovanou prací v kameni. Je jím sloup se sousoším Nejsvětější Trojice s Immaculatou, sv. Janem Nepomuckým a patrony města sv. Konstantinem a sv. Primitivem vytvořený roku 1729 na Zelném trhu v Brně. V roce 1737 dostává společně s malířem Janem Fertlem zakázku na nové vybavení knihovních sálů brněnských minoritů. V předsálí se u schodiště nachází alegorické sochy Prudentie (Obezřetnost) a Scientia (Vědění). Hlavní knihovní sál má regály vyzdobené dvaadvaceti sochami puttů s atributy vědních oborů umění a ctností (např. Gramatika, Bohosloví, Astrologie, Kanonické právo, Hudba nebo Mravnost).
Schweiglovo řezbářské umění se projevuje na jeho nejrozsáhlejší zakázce, a to na vyzdobení nového kostela ve Křtinách. V polovině 18. století zde ve spolupráci se svým synem Ondřejem vytvořil sochy na hlavním a bočních oltářích. Tvarově rozmanité jsou 12 monumentálních soch andělů se symboly mariánské litanie rozestavěných na konzolách po obvodu interiéru. Kompozici krucifixu na oltáři sv. Kříže zopakoval znovu na bočním oltáři kostela ve Zvoli. Ondřej Schweigl ve svém spisu o umělcích na Moravě napsal, že jeho otec vytvořil více krucifixů, ale ty nejsou zachovány nebo nejsou známy. Antonín Schweigl v kontaktu s premonstráty zůstal, když vytvořil oltář se sochami rodičů Panny Marie v kapli klášterního kostela v Zábrdovicích. Konec jeho tvůrčího období se soustředilo na interiér kaple Paláce šlechtičen a boční oltář kapucínského kostela v Brně.

### Seznam děl
- kolem 1723 – alegorické putti čtyř ročních období a čtyř živlů na schodišti zahradního křídla zámku, Brno-Líšeň
- kolem 1725 – sousoší sv. Trojice s Immaculatou, Brno-Líšeň (spolupráce s Antonínem Rigou)
- 1729 – sloup Nejsvětější Trojice na Zelném trhu, Brno
- 1737 – alegorické sochy v předsálí a sochařská výzdoba regálů velkého knihovního sálu minoritského kláštera, Brno (polychromoval Jan Fertl)
- 1745–1750 – sochy 12 andělů se symboly Panny Marie, dvojice adorujících andělů na hlavním oltáři, boční oltáře sv. Barbory a Čtrnácti sv. pomocníků a Krucifix na oltáři sv. Kříže v poutním kostele Jména Panny Marie, Křtiny (spolupráce s Ondřejem Schweiglem)
- kol. 1753 – oltář Panny Marie Čenstochovské v premonstrátském kostele Nanebevzetí Panny Marie, Brno-Zábrdovice
- 1756–1757 – socha kající se sv. Máří Magdalény na stříšce zpovědnice a další práce na oltáři a šesti svícnech v kapli Paláce šlechtičen, Brno
- kolem 1760 – sochy sv. Jáchyma a sv. Anny na oltáři sv. Fidelia ze Sigmaringen v kapucínském kostele Nalezení sv. Kříže, Brno
- kolem 1760 – sousoší Kalvárie se sochou ukřižovaného Krista na bočním oltáři v kostele sv. Václava, Zvole

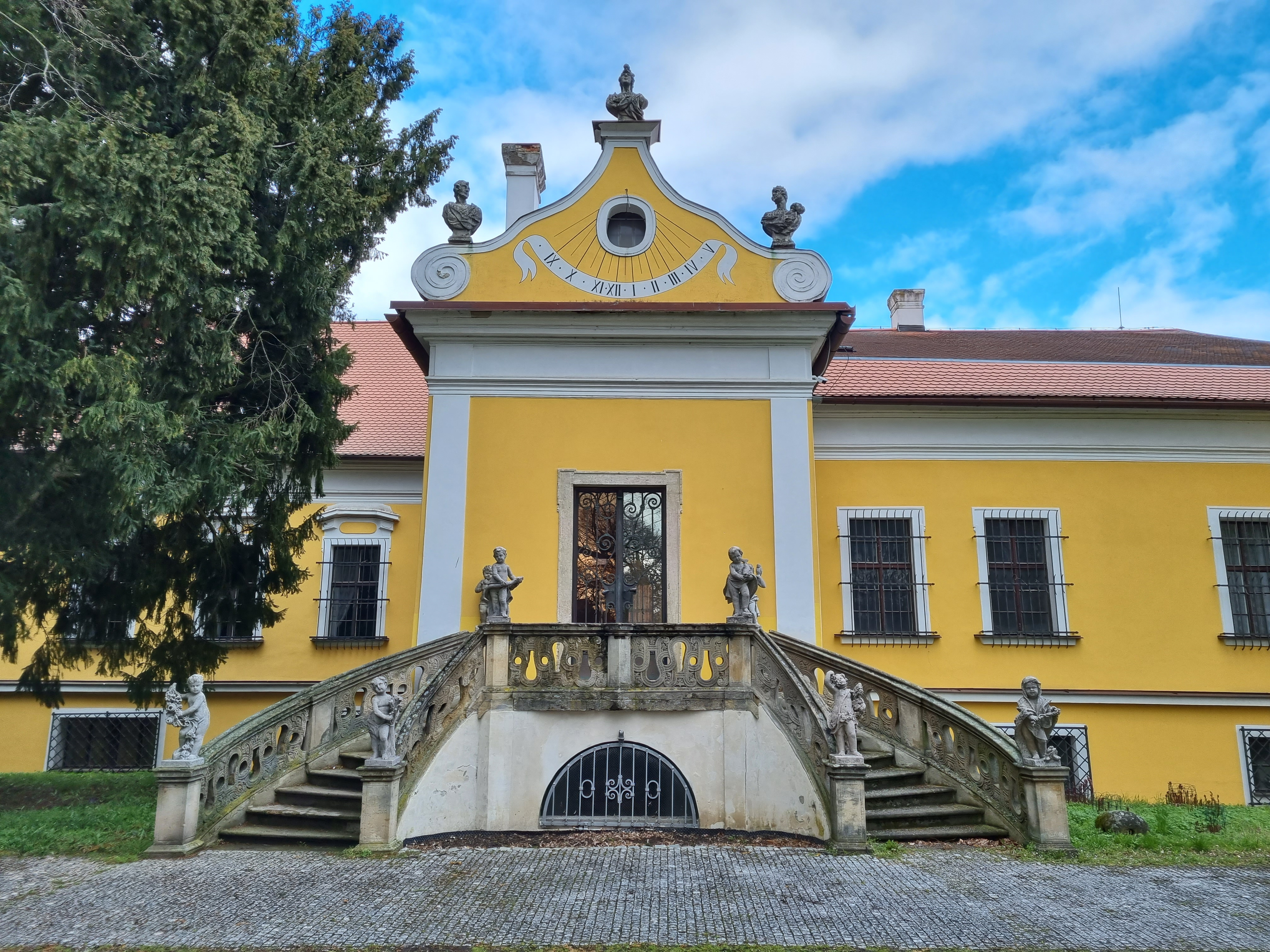
Zahradní průčelí Líšeňského zámku se sochami živlů a ročních dob
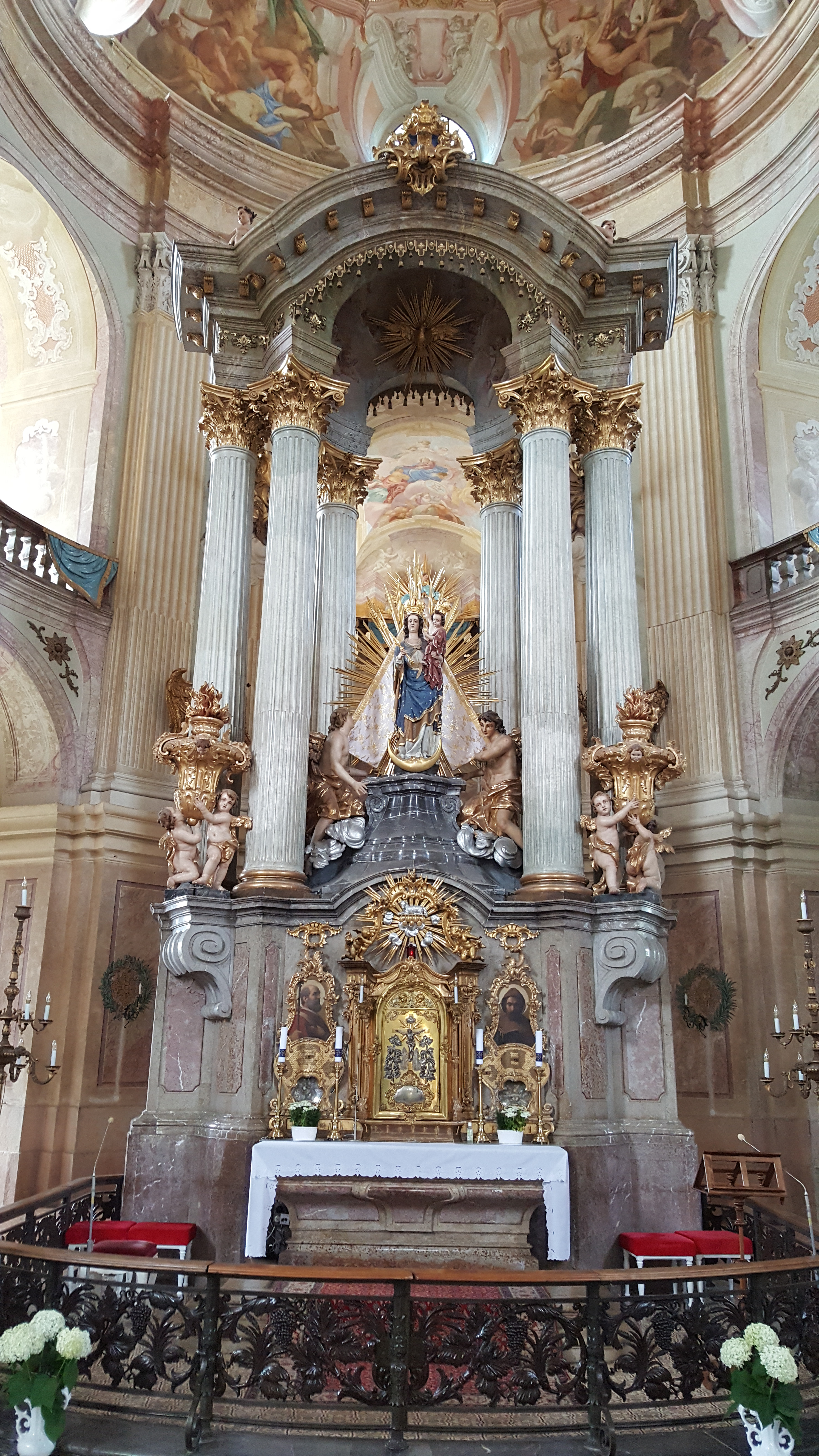
Hlavní oltář kostela ve Křtinách
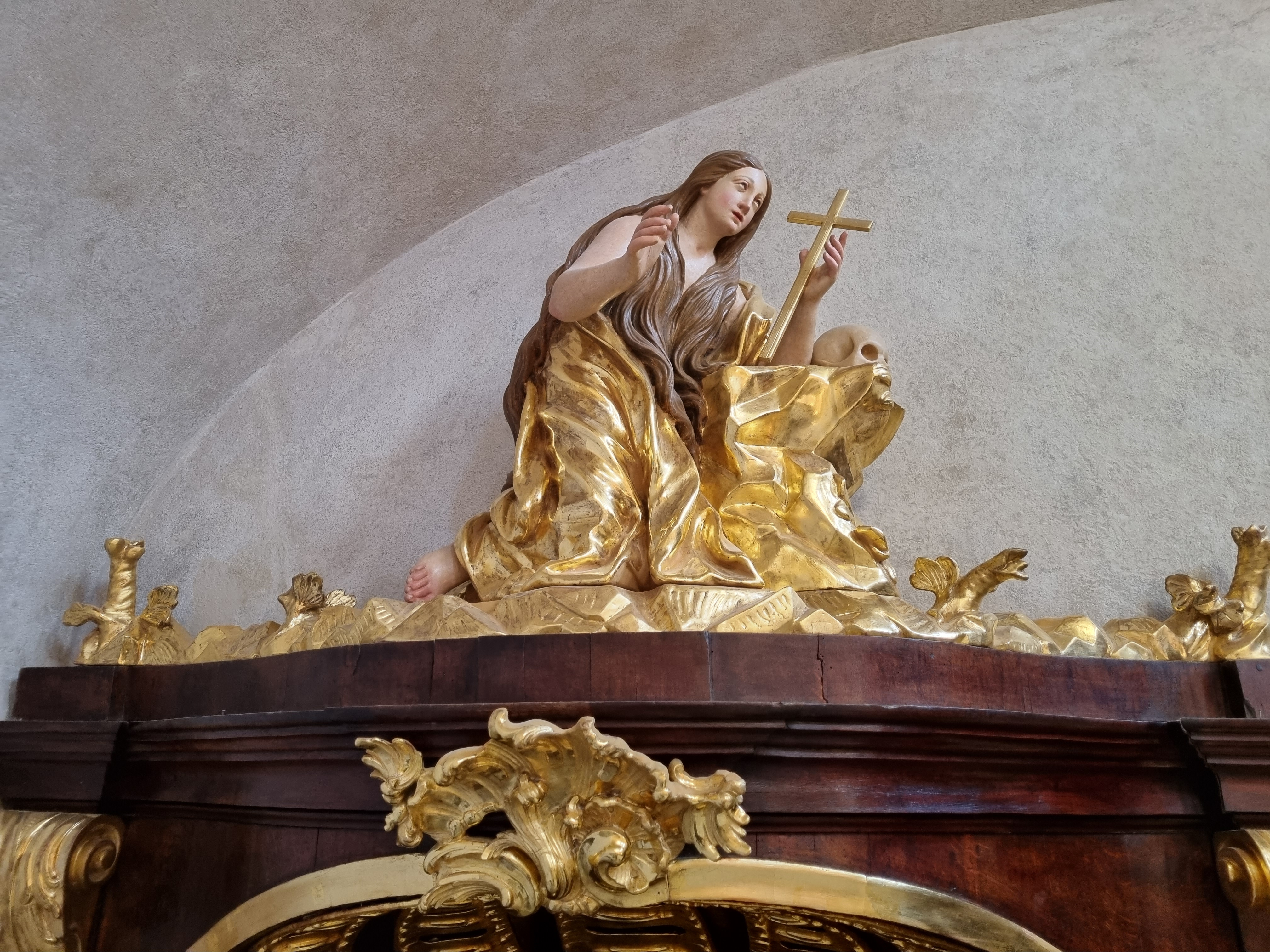
Socha sv. Máří Magdalény na zpovědnici v kapli Paláce šlechtičen
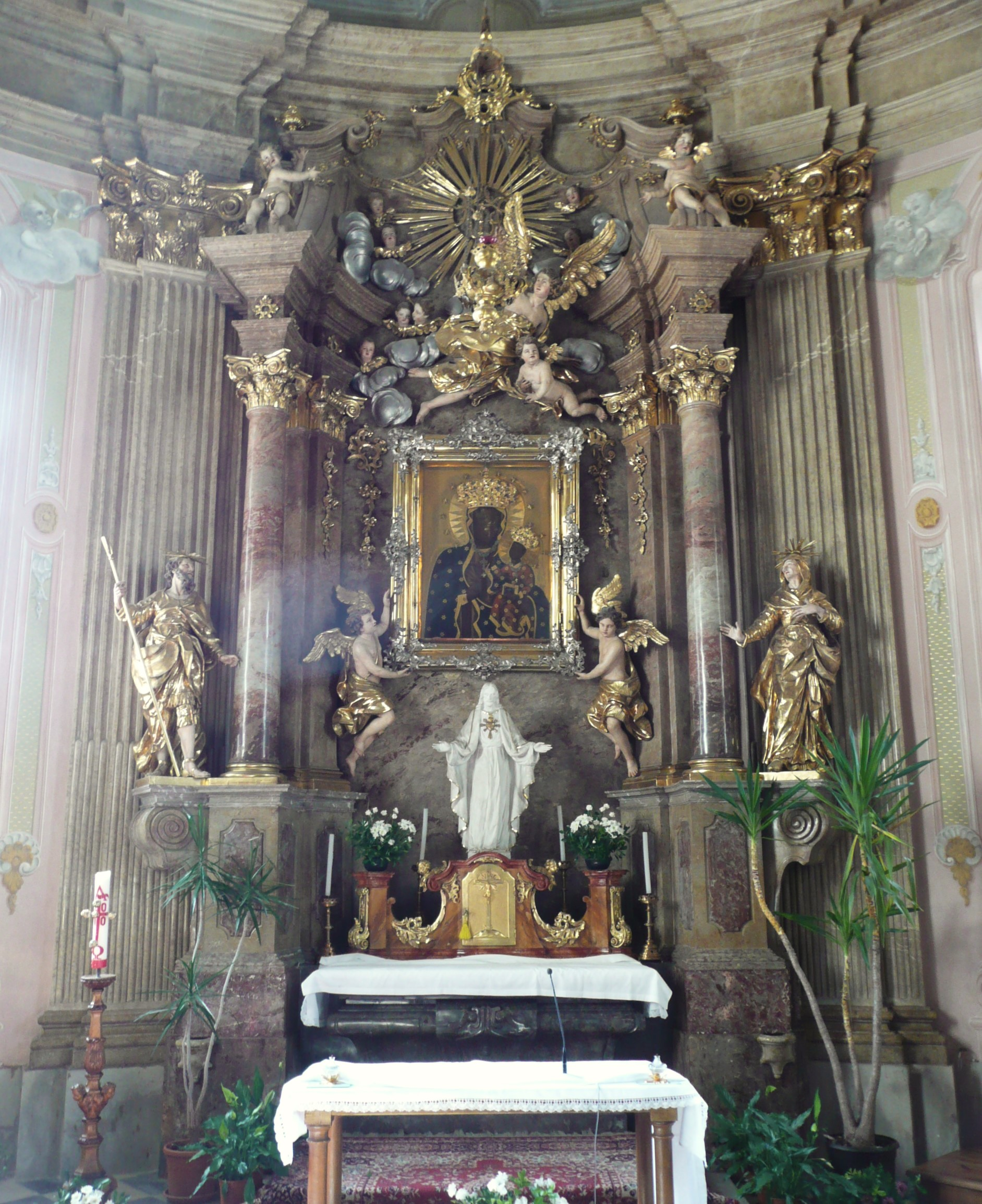
Oltář Panny Marie Čenstochovské v zábrdovickém kostele